# Asociație municipală
Asociațiile municipale (germană: Verbandsgemeinden) sunt unități administrative din landul Renania-Palatinat și Saxonia-Anhalt care sunt alcătuite din mai multe localități independente din același district rural (Landkreis). Asociațiile municipale au primar și administrație proprii, care se ocupă de exemplu de aprovizionarea cu apă, asociațiile pompierilor voluntari, școli, cluburi sportive.